# Winthrop (Minnesota)
Winthrop es una ciudad ubicada en el condado de Sibley en el estado estadounidense de Minnesota. En el Censo de 2010 tenía una población de 1399 habitantes y una densidad poblacional de 509,1 personas por km².

## Geografía
Winthrop se encuentra ubicada en las coordenadas 44°32′36″N 94°21′40″O / 44.54333, -94.36111. Según la Oficina del Censo de los Estados Unidos, Winthrop tiene una superficie total de 2.75 km², de la cual 2.75 km² corresponden a tierra firme y (0%) 0 km² es agua.

## Demografía
Según el censo de 2010, había 1399 personas residiendo en Winthrop. La densidad de población era de 509,1 hab./km². De los 1399 habitantes, Winthrop estaba compuesto por el 93.35% blancos, el 0.5% eran afroamericanos, el 0.71% eran amerindios, el 0.5% eran asiáticos, el 0% eran isleños del Pacífico, el 3.86% eran de otras razas y el 1.07% pertenecían a dos o más razas. Del total de la población el 7.43% eran hispanos o latinos de cualquier raza.